# Музика
Музика (от гръцки: μουσική, „изкуство на музите“) е вид изкуство, в което средството за изразяване е звукът. Основни елементи на музиката са тонът (който определя мелодията и хармонията), ритъмът (и свързаните с него темпо, размер и артикулация), динамиката, тембърът и текстурата.
Създаването, изпълнението, значимостта и дори определението за музика варира в различните култури, както и в зависимост от социалния контекст. Музиката обхваща както строго организирани композиции (и тяхното представяне пред публика), така и импровизационната музика и дори различни алеаторни форми. Тя може да се раздели на жанрове и поджанрове, но често разграничението и връзките между различните жанрове са трудноопределими, а понякога и спорни.

## История
Не е известно кога точно извличането на звуци започва да бъде определяно като изкуство. Още от най-старите паметници на литературата, архитектурата, скулптурата и други се срещат свидетелства за съществуването на музикалното изкуство.

## Теория
Музикалната теория е основата, чрез която се създава (композира) и възпроизвежда музиката. Целта ѝ е систематизиране на отделните музикални елементи, осигурявайки връзката между композиторите и музикалните изпълнители.

### Солфеж
Солфежът е част от музикалната теория, свързан с развитието на музикалния слух при хората. Това се осъществява посредством практически упражнения по:
- интонация
- нотиране по нотен ключ
- музикална диктовка
- слухов анализ и др.

### Музикални елементи
Музикалните елементи са различните части и параметри, по които се диференцират музикалните произведения, например:
- музикален тон
- музикален интервал и октава
- тоналност и лад
- темперация
- акорд
- ритъм
- хармония
- мелодия
- музикална форма
- тембър
- темпо
- арматура и алтерация
- динамика

## Създаване и изпълнение

### Композиция
Създаването на музика се нарича композиция и тя играе фундаментална роля за създаването на музика. Музикалното съчинение се композира от композитор. По-конкретното значение на композиция обхваща различните правила, техники и методи, чрез които дадена музикална идея (конкретна мелодия или форма), се въплъщава в музикално произведение. Понятието е обобщаващо – то включва в себе си правилата, обозначени от различните теоретични музикални дисциплини – като хармония и полифония.

### Музикални жанрове и форми
Музикалният стил е начинът, по който се изпълнява мелодията, ритъмът, тембърът, динамиката, хармонията, строежът и формата. Географският произход също понякога определя музикалния стил, макар че някои географски категории съвсем естествено включват голямо разнообразие от подстилове. Много от музикалните стилове не са чисти като произход, а са смесени, също така в един музикален стил, може да има елементи на друг или само в някои произведения от този стил да има подобни елементи, това понякога затруднява категоризирането на стиловете.
Музикалният жанр характеризира родовете и видовете музикално творчество според произхода, условията на изпълнение и възприятието. Понятието музикален жанр отразява взаимната връзка между творческите фактори извън музиката и чисто музикалните характеристики.
Музикалната форма е схемата, по които се разработва дадено произведение. Тази схема включва определянето на отделните части по темпо, мащабност и начин на разработка. Има съществена разлика между музикална форма, музикален жанр, музикално произведение и начина, по който се нарича самото музикално произведение. От гледище на музикалната форма например не всяко произведение, наричано „соната“, съответства на сонатната музикална форма. Самата сонатна форма е схемата, върху която се изгражда например първата част от класическата симфония. Друга често срещана заблуда е произведения, като кантата, оратория и т.н. да бъдат отъждествявани със съответна музикална форма. Всъщност споменатите оратория и кантата са само жанрови произведения, които могат да следват една или друга музикална форма.
Въпреки че не съществува единна класификация на музикалните форми, те могат да бъдат групирани основно в два раздела – чисто музикален, т.е. формата зависи от строго музикалния характер на произведението, и тематични – когато водеща роля има смисловото съдържание на произведението.

### Музикални инструменти
Музикалните инструменти са едни от първите устройства, създадени от човека. Те са съпътствали религиозните ритуали и светските веселия, а майсторското изпълнение на тях се е ценяло високо. Сведения за древни музикални инструменти има в староегипетската, старокитайската, древноегипетската, древногръцката, библейската литература и др. За повечето от описваните там музикални инструменти има предимно писмени, но понякога и визуални източници. Много от древните инструменти обаче са съхранени във видоизменен вид благодарение на народното предание – гайда, шофар, там-там и др.
Инструментите най-общо се класифицират в пет основни групи, според начина на звукоизвличане и начина на контрол на звука:
- Струнни
- Духови
- Ударни
- Клавишни
- Електрофонни

### Форми на изпълнителското изкуство
Изразяването на музиката чрез изпълнението на някакво музикално произведение (песен, пиеса) става посредством пеене или свирене на някакъв инструмент или по приложен начин, например чрез танц или хореография.
Изпълнителите, които пеят, се наричат певци или вокалисти (защото използват гласа си), а изпълнителите, които свирят на някакъв музикален инструмент – инструменталисти. За повечето музикални инструменти или група инструменти има образувана нарицателна дума с наставката „-ист“ (виолончелист, перкусионист, пианист, китарист, …) или „-ар“ (цигулар, гайдар, тъпанар, …).
Изпълнителският процес се осъществява по 3 основни начина:
- солово – вокалист пее самостоятелно или инструменталист свири на някакъв инструмент;
- камерно – изпълнителите са в неголяма (камерна) музикална група от двама или повече (до 12) души, като има вокални (певци), инструментални (инструменталисти) и смесени (вокално-инструментални) групи;
- оркестрово/хорово – инструменталната/вокалната група е с повече от 13 изпълнителя, тя се нарича оркестър/хор.

### Класификация
Музикалните произведения се класифицират според броя на изпълнителите, като със същия термин се означава и самата група изпълнили:
1. соло
2. дует или дуо
3. трио
4. квартет
5. квинтет
6. секстет
7. септет
8. октет
9. нонет

## Жанрове
Жанровете в музиката се разделят най-общо по периоди, както следва:
- Средновековна музика
- Ренесансова музика:
  - светска песен
  - мадригал
  - мотет
  - Меса
- Барокова музика
- Класическа музика
- Музика на романтизма
- Авангардна музика
- Съвременна музика:
  - блус
  - джаз
  - диско
  - кънтри
  - поп музика
  - поп рок
  - рап
  - реге
  - румба
  - салса
  - самба
  - ска

## Социология
Полето на музикалното познание включва много аспекти на музиката, включително и това как тя е възприемана от слушателите.
Човешките индивиди слушат и възприемат музика в най-различни социални ситуации, вариращи от самостоятелно слушане до посещаване на голям концерт. Както концертите могат да бъдат обособени в различни разновидности, така и слушателите посещаващи ги могат да имат различен подход към тях в зависимост от музикалния и личния стил. Съгласно разпространените стереотипи, те могат да бъдат официално облечени, тихо седящи на местата си и наслаждаващи се на изпълнението на класическа музика; да танцуват в дискотеката или клуба, слушайки електронна музика; или шумно да викат по време на рок концерт.
Глухите хора могат да възприемат музиката, усещайки вибрациите по своите тела. Най-известният пример за глух музикант е композиторът Лудвиг ван Бетховен, който композира много от своите произведения след като вече напълно е загубил слуха си. Бедржих Сметана, друг класически композитор, развива пълна глухота, когато е на около 50-годишна възраст. В по-ново време Ивелин Глени, нечуваща от 12-годишна, е високо уважавана перкусионистка.

## Музикална индустрия
Музикалната индустрия се занимава с откриване, създаване, рекламиране, подпомагане, финансиране на музикални изпълнители, също така участие в създаването и дистрибуция на музикалните им произведения.
Участниците в музикалната индустрия са: музиканти, певци, музикални групи, композитори, текстописци, музикални компании, продуценти, мениджъри, производители на аудио-носители (дискове, касети, плочи), дистрибутори, фирми занимаващи се с организирането на концерти, организации за защита на авторските права и други.

## Музикално образование
Основна статия: Музикално образование
Висше специализирано музикално образование се получава в консерваториите. В тях се преподават различни общи и частни музикални дисциплини и подобно на другите висши учебни заведения в тях има факултети и специалности. Понякога те могат да бъдат в една или друга степен специализирани в подготовката на различни видове музикални изпълнители.
Практически във всички големи световни музикални и образователни центрове има консерватории. Сред по-известните от тях са Академията „Санта Чечилия“ в Рим, Парижката, Виенската, Московската, Ленинградската, Лондонската, Берлинската, Нюйорксата, Чикагската и др. Всички те имат самостоятелни програми, по които се отличават не само помежду си, а и от останалите висши училища в съответната страна. В България НМА „Панчо Владигеров“ и Академия за музикално, танцово и изобразително изкуство в Пловдив се причисляват също към списъка на авторитетните висши музикални училища. Академия за музикално и танцово изкуство – Пловдив е член на Асоциацията на европейските консерватории, музикални академии и висши училища по музика, включена е и като редовен член на Международната организация за фолклорно изкуство към ЮНЕСКО.